# Milan Trajković
Milan Trajković  (17. března 1992, Surdulica) je kyperský atlet srbského původu, specializující se na krátké překážkové běhy, halový mistr Evropy v běhu na 60 metrů překážek z roku 2019.

## Sportovní kariéra
V roce 2016 pronikl mezi přední světové překážkáře. Na mistrovství Evropy obsadil v finále běhu na 110 metrů překážek páté místo, na olympiádě v Rio de Janeiro v této disciplíně skončil sedmý. Při halovém mistrovství Evropy v roce 2017 doběhl ve finále na 60 metrů překážek šestý, v roce 2019 na evropském halovém šampionátu v této disciplíně zvítězil.